# Messier 54
Messier 54 (também conhecido como M54 ou NGC 6715) é um aglomerado globular na constelação  de Sagittarius. Foi descoberto por Charles Messier em 1778 e subsequentemente incluído no seu catálogo de cometas.
Modernas estimativas colocam M54 a uma distância de cerca de 87.000 anos-luz, traduzindo-se em um verdadeiro raio de 150 anos-luz de diâmetro. É um dos mais densos globulares, sendo de classe III (I sendo a mais densa e XII a menos densa). Ele brilha com luminosidade de cerca de 850.000 vezes a do Sol e tem uma magnitude absoluta de -10,0.
M54 é facilmente encontrado no céu, estando perto da estrela ζ Sagittarii. Porém, não resolúvel em estrelas individuais, mesmo com grandes telescópios amadores.

## Descoberta e visualização
O aglomerado globular foi descoberto pelo astrônomo francês Charles Messier em 24 de julho de 1778, descrevendo-o como uma "nebulosa muito tênue". William Herschel, descobridor de Urano, foi o primeiro a resolver as estrelas mais brilhantes do aglomerado.
Não é possível resolver suas estrelas mais brilhantes mesmo com telescópios amadores de 12 polegadas de abertura, devido a sua grande distância em relação à Terra. Com telescópios inferiores e bons binóculos é possível observar apenas uma "mancha nebulosa" com textura granulada. Pequenos binóculos ou lunetas podem confundir o aglomerado com uma estrela.

## Características

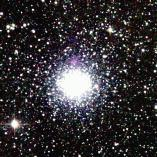
Messier 54, projeto 2MASS

Pertencente à classe III em densidade estelar, segundo a classificação de Harlow Shapley e Helen Sawyer Hogg, onde aglomerados de classe I são os mais densos e os de classe XII são os menos densos. O aglomerado é razoavelmente concentrado em seu núcleo e tem um diâmetro aparente de 12,1 minutos de grau, embora em astrofotografias típicas seu diâmetro aparente não passe de 6 minutos. Seu núcleo denso tem um diâmetro aparente de apenas um minuto de grau. Suas estrelas mais brilhantes têm uma magnitude aparente 15,5, e a magnitude aparente média das estrelas do aglomerado é 17,7. Sua classe espectral integrada é F7, de acordo com Helen Sawyer Hogg, e tem um índice de cor +0,01. Está se afastando do Sistema Solar a uma velocidade de 142 km/s.
Contém pelo menos 82 estrelas variáveis, sendo 55 variáveis RR Lyrae, embora contenha duas variáveis semirregulares, com períodos de 77 e 101 dias.
Messier 54 não pertence propriamente à Via-Láctea, mas sim a uma de suas galáxias satélites, a Galáxia Anã Elíptica de Sagitário. Sua descoberta como membro da galáxia satélite ocorreu em 1994, quando novas estimativas para sua distância foram feitas, aproximadamente 87 400 anos-luz, praticamente a mesma distância da galáxia satélite à Terra. Tanto o aglomerado quanto a galáxia anã estão se afastando do Sistema Solar a velocidades quase idênticas. Portanto, M54 é um dos aglomerado globulares mais brilhantes conhecidos, com uma luminosidade 850 000 vezes a luminosidade solar, equivalendo a uma magnitude absoluta de -10,01, perdendo apenas para Omega Centauri. Seu diâmetro é de 300 anos-luz e e acreditava-se estar a uma distância da Terra de cerca de 50 000 anos-luz, mas foi descoberto em 1994 que era mais provável que M54 não fizesse parte da Via Láctea, mas, na verdade, parte da Galáxia Anã Elíptica de Sagitário, (SagDEG), tornando-se o primeiro aglomerado globular extragaláctico já descoberto, mesmo que ele não foi reconhecido como tal por mais de dois séculos.